# Акадия (Пулия)
Акадѝя (на италиански: Accadia, на местен диалект Acchedìe, Акедие) е село и община в Южна Италия, провинция Фоджа, регион Пулия. Разположено е на 650 m надморска височина. Населението на общината е 2451 души (към 2010 г.).